# Seini Oumarou

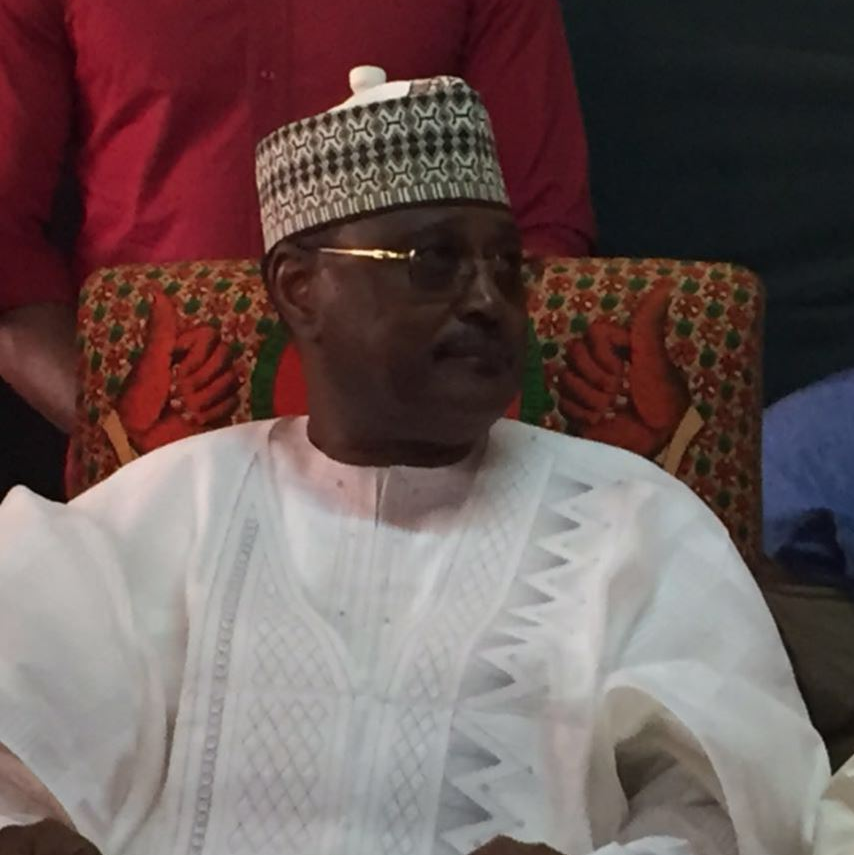
Seini Oumarou (2016)

Seini Oumarou (* 9. August 1950 in Tillabéri) ist ein nigrischer Politiker und war von 2007 bis 2009 Premierminister von Niger. Er stammt aus dem Westen des Landes, gehört der Ethnie der Zarma an und ist Vorsitzender der Partei Nationale Bewegung der Entwicklungsgesellschaft (MNSD-Nassara).

## Leben
Oumarou war von 1987 bis 1998 Generaldirektor der Entreprise nigérienne de transformation du papier (ENITRAP). 1995 wurde er Mitarbeiter des Premierministers Hama Amadou. Am 16. April 1999 wurde er zum Minister für Handel und Industrie ernannt. Unter dem Militärregime von Daouda Malam Wanké und nach den nachfolgenden Wahlen blieb er ein Teil der Regierung unter Hama Amadou, der wieder Premierminister wurde. Sein Ministerium wurde mehrmals umbenannt. Am 12. November 2004 wurde Oumarou zusätzlich für das Gesundheitswesen zuständig. Er kämpfte gegen endemische Krankheiten und für eine Reform der Krankenhäuser. Am 30. Dezember 2004 wurde er in einer neuen Regierung Staatsminister für Infrastruktur. In dieser Position hatte er den dritthöchsten Rang nach Amadou und Staatsminister Abdou Labo. Er behielt diese Position, als Amadou und seine Regierung ein Misstrauensvotum am 31. Mai 2007 verloren.
Präsident Mamadou Tandja erwählte Oumarou am 3. Juni 2007 als Premierminister. Er wurde vom MNSD-Nassara für diese Position vorgeschlagen und war einer von drei Kandidaten, die vor der Nationalversammlung zur Wahl gestellt wurden. Oumarous Ernennung erfolgte gegen die Opposition der Demokratischen und sozialen Versammlung (CDS-Rahama) und einer Reihe von gesellschaftlichen Organisationen, weil er mit seinem Vorgänger eng verbunden war und möglicherweise an dem Skandal, der zum Misstrauensvotum führte, beteiligt war. Oumarou wurde am 8. Juni vereidigt. Seine 32-köpfige Regierung wurde am 9. Juni ernannt. Oumarou sagte am 13. Juli 2007, seine Regierung würde nicht mit der Rebellengruppe Bewegung der Nigrer für Gerechtigkeit (MNJ) in Nord-Niger verhandeln.
Oumarou war zunächst Präsident des MNSD-Nassara-Verbandes in Tillabéri und ein Vizepräsident des Nationalen politischen Büros der Partei. 2009 wurde er Parteivorsitzender. Nach seinem Ausscheiden aus dem Amt des Premierministers war Seini Oumarou vom 25. November 2009 bis zum 18. Februar 2010 Präsident der Nationalversammlung. Er trat bei den Präsidentschaftswahlen von 2011 an und kam in die Stichwahl, bei der er sich Mahamadou Issoufou von der Nigrischen Partei für Demokratie und Sozialismus (PNDS-Tarayya) geschlagen geben musste. Bei den Präsidentschaftswahlen von 2016 wurde Oumarou mit 11,63 % der Stimmen dritter von fünfzehn Kandidaten. Bei den Präsidentschaftswahlen von 2020 erzielte er 8,95 % der Stimmen und wurde dritter von dreißig Kandidaten. Am 24. März 2021 wurde Seini Oumarou erneut als Präsident der Nationalversammlung vereidigt.